# 星野ルネ
星野 ルネ（ほしの るね、1984年8月20日 - ）は日本の漫画家、タレント、放送作家。カメルーン出身、兵庫県姫路市育ち。

## 来歴
両親はカメルーン人で、カメルーンのジャングルにほど近い村に生まれる。しかし、彼が生まれる前に両親は離婚した。
母が仕事でカメルーンに来ていた日本人と知り合って再婚したことを機に、4歳で来日。そのため国籍はカメルーンだが、日本の永住権を取得している。以後、東洋大姫路高校卒業まで、兵庫県姫路市で育つ。
来日当初はまったく日本語が話せなかったが、絵を描くことで周りの子供たちとコミュニケーションを図っていた。幼稚園入園後3ヶ月で日本語が分かるようになり、小学校入学時には流暢に話せるようになった。
高校卒業後は工場に就職したが、工場労働者をずっと続けたくないと考え、自分の人生を見つめ直しステータスを上げる方法を見つけるため仕事を辞め、貯金が底をつくまで図書館に通い詰めて勉強し続けた。
その後、飲食店で働いていた時に「見た目はアフリカ人だが日本育ち」というギャップから生じた自分の体験談を客に話したところ非常に受けがよく、もっとたくさんの人に聞かせるべきだとアドバイスされたことからタレントを目指すことにし、25歳で上京。
しかし、テレビ番組側からは「日本語を流暢に話さないように」など不本意にもステレオタイプ的な外国人を演じることを要求をされることが少なからずあった。星野自身がこうした要求を良しとしなかったことなどもあり、タレントとしてはなかなか芽が出ず悩んでいた折りに、昔から絵が得意だったことを思い出す。仕事が入らず暇なこともありテレビ用に書き溜めていたが披露できなかったネタを漫画にして2018年4月からTwitterにアップしたところ大きな話題を呼び、2018年8月に毎日新聞出版から「まんが　アフリカ少年が日本で育った結果」として出版された。
母と継父の間に生まれた弟2人と妹3人がいるが、本人は幼い頃は自分だけ父親が違うことに気づいておらず、弟妹たちに比べて自分の肌の色が濃いことを不思議に思っていたという。

## 作品
- 『まんが アフリカ少年が日本で育った結果』（毎日新聞出版）ISBN 9784620325361
- 『まんが アフリカ少年が日本で育った結果 ファミリー編』（毎日新聞出版） ISBN 9784620325750
- 『まんが アフリカ少年が見つけた 世界のことわざ大集合 星野ルネのワンダフル・ワールド・ワーズ!』（集英社） ISBN 9784087880410
- 『星野ルネのOne Shot」（サイバーブックス）